# Loukozoa

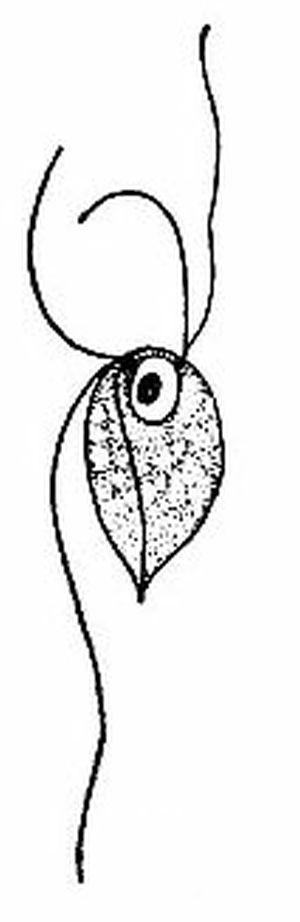
Monocercomonoides (do grupo Metamonada).

Loukozoa (do grego loukos, sulco), por vezes referido como loukozoos ou loukozoários, é um táxon aparentemente parafilético de protistas utilizado nalgumas classificações dos Excavata. O grupo foi proposto por Thomas Cavalier-Smith e foi várias vezes corrigido para incluir novos géneros. Estes organismos são um grupo de protistas marinhos e de água doce do agrupamento dos Excavata que se alimenta de bactérias e outros pequenos organismos.

## Descrição
São organismos biflagelados, nadadores ou sésseis (fixos ao substrato). A ação dos flagelos gera correntes de água que utilizam para capturar alimentos. Apresentam um sulco de alimentação ventral, típico de Excavata, que utilizam para ingerir alimentos com auxílio dos flagelos.
Loukozoa (+ Ancyromonadida) é um táxon usado em algumas classificações de eucariontes, constituído pelo agrupamento dos clados Metamonada e Malawimonadea. O O grupo está filogeneticamente próximo de Ancyromonadida, com o qual apresenta um conjunto de semelhanças moleculares, e pode ser considerado como um grupo irmão de todo aquele agrupamento, ou, em alternativa, como grupo irmão de Metamonada. O grupo Varisulca (Amorphea) pode ter surgido neste agrupamento, especificamente como grupo irmão dos Malawimonadea.
Originalmente, Loukozoa incluía os grupos Anaeromonadea e Jakobea. Em 2013, era constituído por três subfilos: Eolouka (Tsukubea e Jakobea), Metamonada e Neolouka (Malawimonas). Cavalier-Smith recentemente removeu Eolouka de Loukozoa, colocando-o em Discoba.
Na sua presente circunscrição taxonómica, o grupo principal dos Loukozoa são os Jakobida (Jakobea). Os Loukozoa incluem também Malawimonas. Ainda que os Jakobea e Malawimonas pareçam bastante semelhantes, não estão especificamente relacionados entre si dentro do grupo dos Excavata, pelo que os Loukozoa são um grupo parafilético. Além disso, as evidências filogenéticas moleculares indicam claramente que, na realidade, os Jakobea estão mais relacionados com Heterolobosea e Euglenozoa. Por este motivo, o uso do grupo Leukozoa foi abandonado na maioria das classificações modernas.
Com a raiz dos eucariotas provavelmente próxima ou em Loukozoa ou Discoba, esses agrupamentos são estudados para fornecer importantes informações sobre os primeiros eucariotas.